# Римская волость
Римская во́лость — историческая административно-территориальная единица (волость) в составе Повенецкого уезда Олонецкой губернии Российской Империи и РСФСР. Волость состояла из 12 населённых пунктов.
Волостное правление располагалось в селении Римская.
Упразднена в 1927 году.
В настоящее время территория Римской волости относится в основном к Пудожскому району Карелии.

## География
Самым удалённым от волостного правления поселением было Пяльма (13, 5 версты).

## История
В ходе реформы административно-территориального деления СССР в 1927 году волость была упразднена.

## Состав

### Сельские общества
В состав волости входило одно сельское общество, включающее 12 деревень:
- Римское общество

### Насёленные пункты
| Римское общество                             |       |         |       |                   |
| Поселение                                    | Семей | Человек | До ВП | Школа             |
| Угольская при Онежском озере в 3,5 верстах   | 7     | 53      | 0,25  | В 0,2 версты      |
| Семеновская при Онежском озере в 3,5 верстах | 12    | 82      | 0,25  | В 0,2 версты      |
| Римская при Онежском озере в 3,5 верстах     | 28    | 137     | 0     | В 0,2 версты      |
| Подгорская при Онежском озере в 3,5 верстах  | 5     | 24      | 0,1   | В 0,4 версты      |
| Горская при Онежском озере в 3,5 верстах     | 19    | 120     | 0,2   | Есть              |
| Поповская при Онежском озере в 3,5 верстах   | 7     | 27      | 0,2   | В смежном селении |
| Ульяновская при Онежском озере в 3,5 верстах | 14    | 102     | 0,4   | В 0,2 версты      |
| Мокеевская при Онежском озере в 3,5 верстах  | 17    | 105     | 0,5   | В 0,5 версты      |
| Королевская при Онежском озере в 3,5 верстах | 16    | 96      | 0,3   | В 0,5 версты      |
| Выселок Шурово при Онежском озере            | 1     | 8       | 3,5   | В 3,5 верстах     |
| Габнева при в 8,5 верстах от Онежского озера | 7     | 54      | 5,5   | В 5,5 верстах     |
| Пяльма при реке Пяльме                       | 24    | 143     | 13,5  | В 13,5 верстах    |
| Итого                                        | 157   | 951     |       | 1                 |

## Население
На 1890 год численность населения волости составляла 886 человек.
На 1905 год численность населения составляла 951 человек. Из них мужчин 483, женщин 468. Крестьян среди них 937 (477 муж / 460 жен), некрестьянского населения 937 (6 муж / 8 жен). В среднем на каждый крестьянский дом (семью) приходилось по 6,8 (6,1) человек. Самое многочисленное селение — Пяльма (143 жителя), самое малочисленное — Шурово (8 жителей).

## Инфраструктура
Основа экономики — сельское хозяйство. На 1905 год в волости насчитывалось 175 лошадей, 278 коров и 625 голов прочего скота.
В волости в 1905 году была 1 школа в селении Горская. Дальше всего до школы было добираться из селения Пяльма (13,5 версты). В пределах пяти вёрст от ближайшей школы находилось 10 поселений общей численностью 754 жителя (79,28 %).